# Chester Mornay Williams
Chester Mornay Williams (* 8. August 1970 in Paarl; † 6. September 2019 in Kapstadt) war ein südafrikanischer Rugby-Union-Spieler und -Trainer.

## Leben und Wirken
Chester Williams war nach dem Ende der Apartheid der erste dunkelhäutige Nationalspieler der Südafrikanischen Rugby-Union-Nationalmannschaft und Mitglied des Teams, das erstmals 1995 im eigenen Land die Weltmeisterschaft gewann. Im Viertelfinale legte er gegen die Mannschaft Westsamoas vier Versuche. Weiterhin spielte er in der Südafrikanischen Siebener-Rugby-Nationalmannschaft. In Südafrika spielte Williams für die Western Province und die Golden Lions. Im Super Rugby lief er für die Cats auf. Nach seiner Spielerkarriere wurde er Trainer der Siebener-Nationalmannschaft Südafrikas. Chester Williams starb am 6. September 2019 an einem Herzinfarkt.